# Kazimierz Mijal

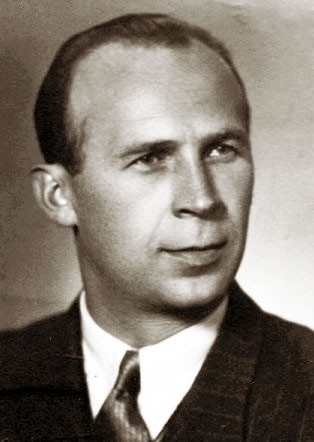
Kazimierz Mijal (vor 1949)

Kazimierz Mijal (* 15. September 1910 in Wilków Pierwszy, Königreich Polen, Russisches Kaiserreich; † 28. Januar 2010 in Warschau) war ein polnischer Politiker, Dissident und Widerstandskämpfer.

## Leben

### Frühe Jahre
Kazimierz Mijal wurde als 18. Kind einer armen Bauernfamilie nahe Warschau geboren, der Vater war Analphabet. Im Mai 1932 erlitt Mijal während des Militärdienstes einen Unfall und erhielt als Entschädigung einen Arbeitsplatz bei der Stadtsparkasse von Warschau. Parallel dazu befasste er sich intensiv mit wirtschaftlichen und politischen Themen. Vereinzelten Angaben zufolge sympathisierte Mijal schon früh mit kommunistischen Organisationen, war jedoch zunächst nicht unmittelbar darin aktiv. Zu seiner Politisierung soll maßgeblich seine Ehefrau, die Malerin Jadwiga Gniewkowska, beigetragen haben.
Während des Zweiten Weltkrieges schloss sich Mijal dem Widerstand gegen die deutsche Besetzung an. Ab 1941 war er in der Untergrundorganisation Proletariusz aktiv und fungierte außerdem als Sekretär von Bolesław Bierut, dem späteren Vorsitzenden der Polnischen Vereinigten Arbeiterpartei (PVAP). Ab dem 1. Januar 1944 gehörte Mijal der damals illegalen Polnischen Arbeiterpartei (PPR) an. Parallel dazu war er durchgehend Mitglied der Krajowa Rada Narodowa und fungierte bis zum 5. Mai 1945 als Sekretär in dessen Präsidium. Zwischen dem 21. Januar und dem 6. März 1945 war Mijal außerdem Vertreter der Provisorischen Regierung in Łódź sowie dem dazugehörigen Okrug, anschließend hatte er dort bis zum 17. Februar 1947 das Bürgermeisteramt inne.

### Politische Laufbahn im Nachkriegspolen
1947 wurde Mijal in den Sejm gewählt und zeigte sich dort bald als Gegner Władysław Gomułkas. Er war außerdem Gründungsmitglied der PVAP und gehörte zur ersten Besetzung des Zentralkomitees. Dem Posten des Kanzleichefs des Präsidenten (1948 bis 1950) folgte vom 27. April 1950 bis 20. November 1952 das Amt des Ministers für kommunale Wirtschaft unter Józef Cyrankiewicz. Anschließend fungierte Mijal bis zum 1. Februar 1956 als Bürochef des Ministerrates, ehe er bis zum 20. Februar 1957 erneut seinen ehemaligen Ministerposten bekleidete.
Den nach Josef Stalins Tod eintretenden politischen Veränderungen in der Sowjetunion, die auch Auswirkungen auf Polen hatten, stand Mijal ablehnend gegenüber. Aufgrund dessen verlor er sein Ministeramt und wurde zum Direktor der Investitionsbank ernannt. Als Reaktion soll er anonym illegale Flugblätter verbreitet haben, in denen der neue politische Kurs kritisiert wurde. Ab 1956 gehörte Mijal nicht mehr dem Parlament an, im Oktober desselben Jahres stimmte er bei Wahl zum 1. Sekretär des Zentralkomitees als einziges Mitglied gegen Gomułka. Während des Mai-Plenums im Jahr 1957 kritisierte er diesen offen. Im März 1959 verlor Mijal letztlich seinen Sitz im Zentralkomitee.
Im Herbst 1963 veröffentlichte Mijal eine Broschüre, in der er gegen die politische Entwicklung Stellung bezog. Seine Thesen fanden unter einer Auflage von 10.000 Exemplaren Verbreitung in Polen. In diese Zeit fällt auch seine Kontaktaufnahme zur albanischen Botschaft. 1964 kam es zu vermehrten Verhaftungen von Oppositionellen, Mijal blieb jedoch zunächst unbehelligt. Am 5. Dezember 1965 gründete er mit einer kleinen Gruppe Gleichgesinnter die illegale Kommunistische Partei Polens, in der er als Vorsitzender des Provisorischen Zentralkomitees fungierte. Die Parteigründung führte zu baldigen Gegenmaßnahmen seitens der Sicherheitsbehörden. Mehrere von Mijals Verbündeten wurden inhaftiert, ihm selbst gelang am 14. Februar 1966 unter Nutzung des Diplomatenpasses von Servet Mechmetka über Berlin die Flucht nach Albanien. Seine Ehefrau verblieb in Polen. Auf diese Ereignisse folgte der Ausschluss Mijals aus der PVAP.

### Exil
Nachdem Mijals Aufenthalt in Albanien zunächst geheim gehalten wurde, begann er alsbald Öffentlichkeitsarbeit gegen die Regierung Polens zu betreiben. Unter seiner Beteiligung produzierte Radio Tirana ab Juli 1968 polnischsprachige Rundfunksendungen oppositionellen Inhalts. Mit der Unterstützung Jacques Grippas, des Vorsitzenden der Kommunistischen Marxistisch-Leninistischen Partei Belgiens, wurden außerdem entsprechende Flugblätter gedruckt und unter chinesischer Mithilfe nach Polen geschmuggelt. Neben seinem Eintreten für maoistische Ideen und der Kritik an Gomułka verurteilte Mijal ebenso die Niederschlagung des Prager Frühlings, distanzierte sich jedoch auch von Alexander Dubček. Der Sowjetunion warf er eine „sozialimperialistische Okkupation“ seines Heimatlandes vor.
Nachdem sich die Beziehungen zwischen der Volksrepublik China und Albanien im Laufe der 1970er Jahre verschlechterten, ging Mijal zunehmend auf Distanz zu Enver Hoxha. Er beantragte Asyl in der chinesischen Botschaft und konnte über Bukarest nach Beijing ausfliegen, wo er am 1. Juli 1978 eintraf.

### Erneutes Wirken in Polen und Lebensende

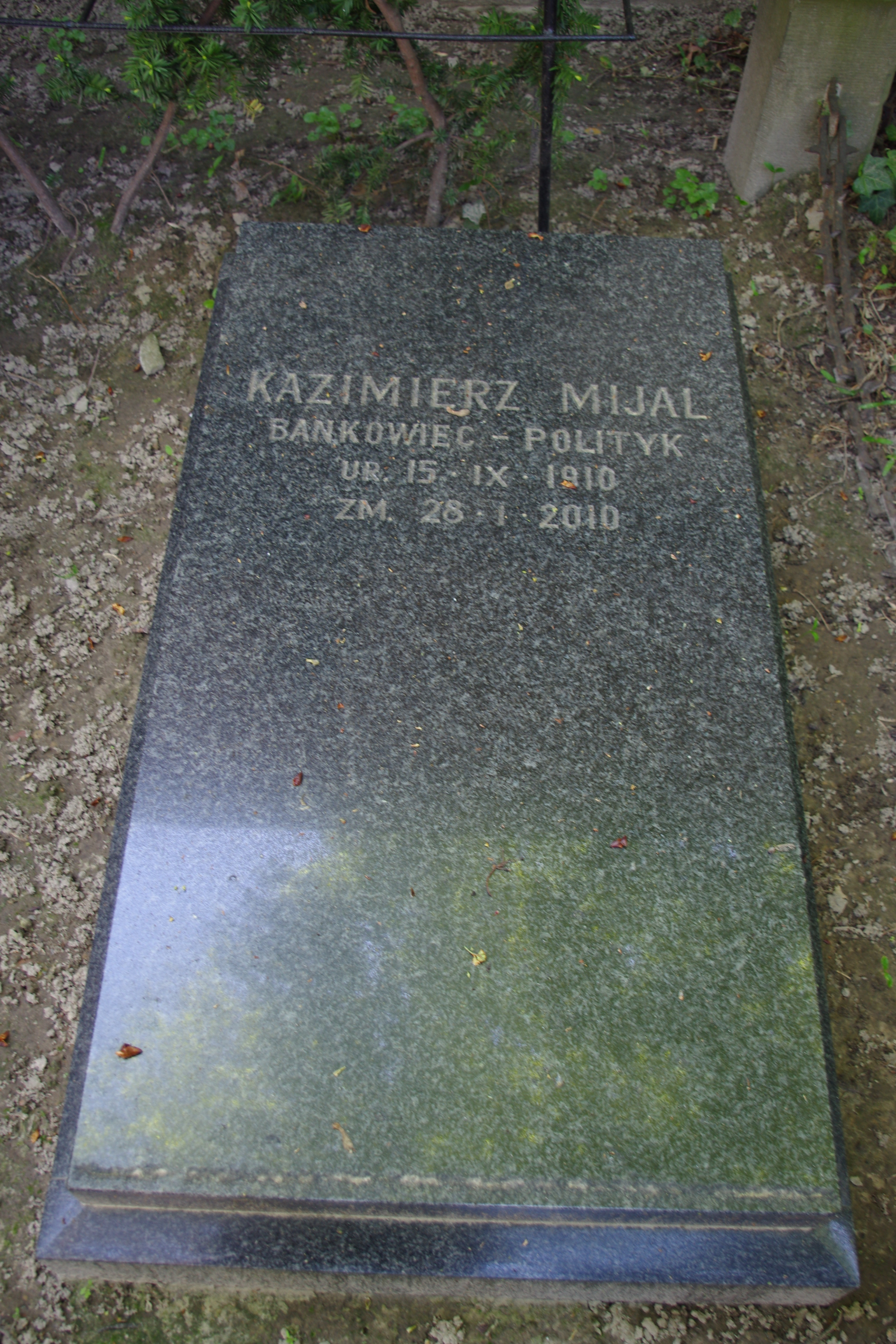
Mijals Grabstein

1983 kehrte Mijal heimlich nach Polen zurück. Im November 1984 verhafteten ihn die Sicherheitsbehörden wegen der Verbreitung von Flugblättern, in denen u. a. die damalige Regierung als „Militärjunta“ bezeichnet wurde. Er verbrachte sechs Monate in Haft. Nach dem Ende der Volksrepublik trat Mijal gelegentlich mit der Veröffentlichung politischer Pamphlete in Erscheinung.
Er starb 99-jährig in Warschau und wurde am 3. Februar 2010 auf dem Evangelischen-Reformierten Friedhof beigesetzt.

## Positionen
Neben seinem Eintreten für die Lehren von Marx und Lenin war Mijal ein Bewunderer Stalins, Bieruts und Mao Zedongs, den er auch persönlich traf. Gomułka bezeichnete er hingegen als „Lügner“ und sah in dessen Vertrauten eine „rote Bourgeoisie“ und „Millionäre mit Parteiausweis“. Nikita Chruschtschow wurde von Mijal mit Joseph Goebbels verglichen.
Den Vatikan betrachtete Mijal als „den größten Feind“ und trat für eine Regulierung der Beziehungen zwischen Staat und Kirche ein. Gegenüber dem Zionismus zeigte er sich ablehnend. Seine Einschätzung der Juden wurde u. a. auch von der Russischen Maoistischen Partei als Antisemitismus eingestuft.
Rückblickend lobte Mijal den wirtschaftlichen Aufbau nach dem Zweiten Weltkrieg und verwies auf die Stagnation während der Zwischenkriegszeit. Daraus leitete er die Unzulänglichkeiten des kapitalistischen Systems ab.
Das Ende der Volksrepublik Polen sah er in Fehlentscheidungen der Regierung begründet.